# World Series of Poker Europe 2008

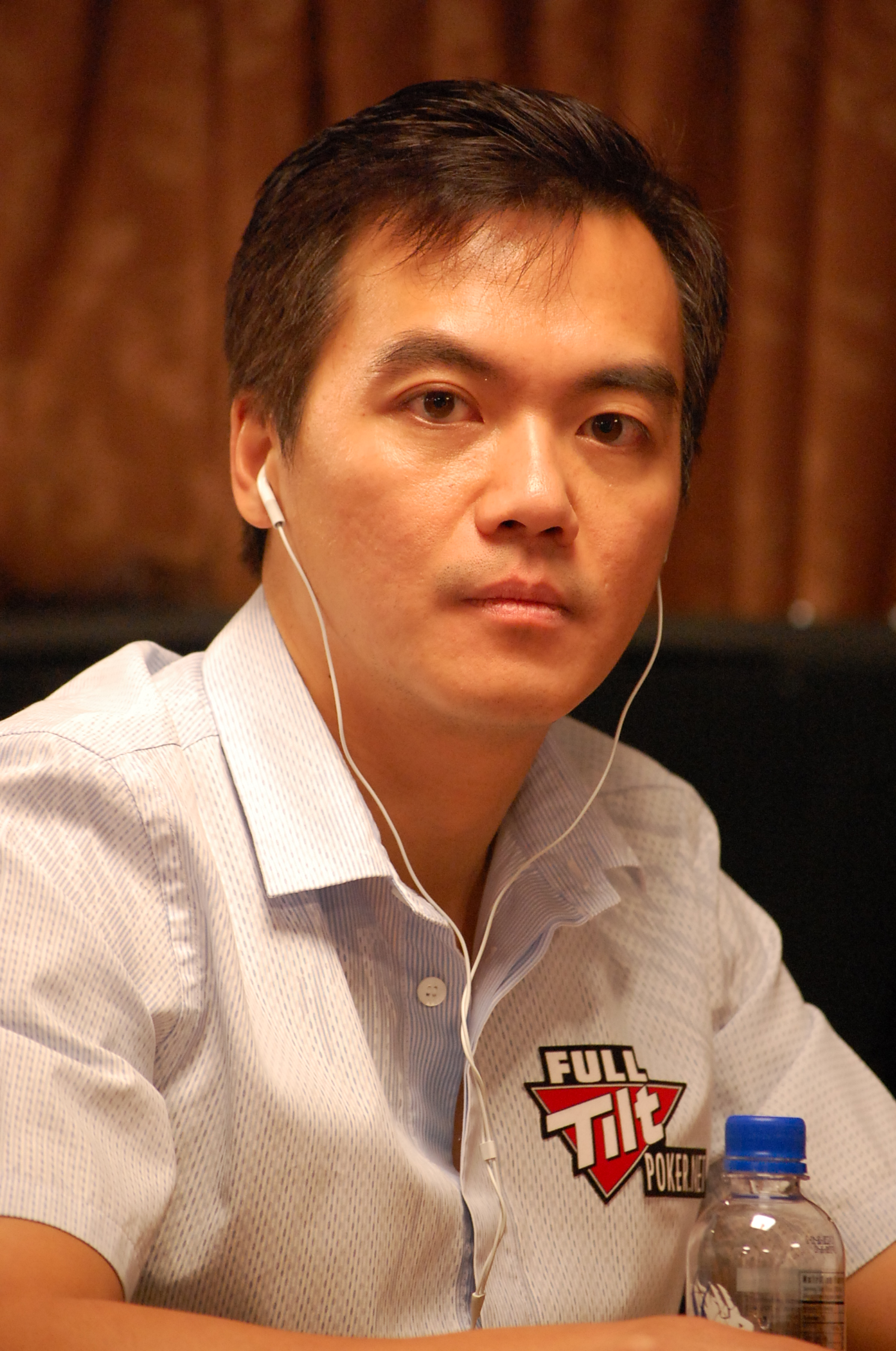
John Juanda, vincitore del Main Event

Le World Series of Poker Europe 2008 furono la seconda edizione della manifestazione. Si tennero dal 19 settembre al 2 ottobre presso il London Clubs International di Londra.
Furono assegnati quattro braccialetti delle World Series of Poker. Vincitore del Main Event fu John Juanda.
Il russo Ivan Demidov è divenuto il primo giocatore ad aver disputato il tavolo finale del Main Event delle WSOP e delle WSOP Europe nello stesso anno. Chiuse 3° in Europa, e 2° alle WSOP 2008.

## Eventi
| N° evento | Nome                                               | Iscritti                                           | Vincitore                                          | Premio (UK£)                                       | Ultimo giocatore eliminato                         |
| --------- | -------------------------------------------------- | -------------------------------------------------- | -------------------------------------------------- | -------------------------------------------------- | -------------------------------------------------- |
| 1         | £1.500 No Limit Hold'em                            | 410                                                | Jesper Hougaard                                    | 144.218                                            | Fuad Serhan                                        |
| 2         | £2.500 H.O.R.S.E.                                  | 110                                                | Sherkhan Farnood                                   | 76.999                                             | Ivo Donev                                          |
| 3         | £5.000 Pot-Limit Omaha                             | 165                                                | Theo Jørgensen                                     | 218.626                                            | Sorel Mizzi                                        |
| 4         | £10.000 No Limit Hold'em Main Event - 362 iscritti | £10.000 No Limit Hold'em Main Event - 362 iscritti | £10.000 No Limit Hold'em Main Event - 362 iscritti | £10.000 No Limit Hold'em Main Event - 362 iscritti | £10.000 No Limit Hold'em Main Event - 362 iscritti |
| 4         | Posizione                                          | Nome                                               | Nome                                               | Nome                                               | Premio (UK£)                                       |
| 4         | 1°                                                 | John Juanda                                        | John Juanda                                        | John Juanda                                        | £868 800                                           |
| 4         | 2°                                                 | Stanislav Alekhin                                  | Stanislav Alekhin                                  | Stanislav Alekhin                                  | £533 950                                           |
| 4         | 3°                                                 | Ivan Demidov                                       | Ivan Demidov                                       | Ivan Demidov                                       | £334 850                                           |
| 4         | 4°                                                 | Bengt Sonnert                                      | Bengt Sonnert                                      | Bengt Sonnert                                      | £271 500                                           |
| 4         | 5°                                                 | Daniel Negreanu                                    | Daniel Negreanu                                    | Daniel Negreanu                                    | £217 200                                           |
| 4         | 6°                                                 | Scott Fischman                                     | Scott Fischman                                     | Scott Fischman                                     | £171 950                                           |
| 4         | 7°                                                 | Robin Keston                                       | Robin Keston                                       | Robin Keston                                       | £135 750                                           |
| 4         | 8°                                                 | Toni Hiltunen                                      | Toni Hiltunen                                      | Toni Hiltunen                                      | £108 600                                           |
| 4         | 9°                                                 | Chris Elliott                                      | Chris Elliott                                      | Chris Elliott                                      | £81 450                                            |